# Gasgenerator
Ein Gasgenerator, aus dem Englischen: gas generator, ist eine technische Anlage zum Vergasen von Brennstoffen.
Zum Vergasen fester Brennstoffe wie Steinkohle, Braunkohle, Koks verwendet man industriell einen geschlossenen Schachtofen. Durch Einleiten von Luft oder Sauerstoff, eventuell im Gemisch mit Wasserdampf, wird der Brennstoff hauptsächlich zu Generatorgas mit hohem Kohlenmonoxidanteil oder Wassergas mit hohem Wasserstoffanteil umgesetzt.

## Carbid
Der brockige Feststoff Calciumcarbid, sogenanntes Karbid, wird durch Wasser in kleinen Druckbehältern zur Reaktion gebracht und liefert dann Acetylen. Bis Ende der 1950er Jahre wurde dieses Verfahren in großem Umfang für mobile Zwecke, z. B. für Karbidleuchten, zum Schweißen und Hartlöten angewendet, bis es für letztere Zwecke durch angelieferte Gasflaschen ersetzt wurde.

## Raketenantriebe
In Flüssigkeitsraketentriebwerken findet er Verwendung, um aus dem Treibstoff ein großes Volumen Antriebsgas zu erzeugen, das die Turbopumpen  der Motoren antreibt. Kommt dabei die katalytische Zersetzung eines Stoffes (z. B. Wasserstoffperoxid) zum Einsatz so spricht man von kaltem oder kühlem Antrieb, obwohl das bei Wasserstoffperoxid entstehende Wasserdampf-Sauerstoff Gemisch eine Temperatur von 500 °C erreicht. Durch Einspritzung und Zündung von Brennstoff kann der enthaltene Sauerstoff ebenfalls genutzt werden. Man spricht dann von einem heißen Antrieb. Ebenfalls von heißem Antrieb spricht man, wenn anstelle der Zersetzung eines Hilfsstoffes direkt ein Teil des Treibstoffes zum Antrieb der Turbopumpen verbrannt wird. Dieses Funktionsprinzip entspricht teilweise dem klassischer Strahltriebwerke, wodurch der Begriff des Gasgenerators teilweise auch für Brennkammer und Verdichter bei Strahltriebwerken (siehe Gasturbine) verwendet wird.

## Torpedos
Auch die Propeller von Torpedos werden von Gasgeneratoren angetrieben. Hier kommt ebenfalls Wasserstoffperoxid zum Einsatz.

## Airbags
Im Airbag-Gasgenerator wird eine Tablette aus pyrotechnischem Treibstoff wie z. B. Natriumazid oder Guanidinnitrat zersetzt.